# Eva Margareta Steinby
Eva Margareta Steinby ou Margareta Steinby, née le 21 novembre 1938 à Vyborg, est une archéologue finlandaise.
Elle est notamment la directrice de la publication du Lexicon Topographicum Urbis Romae, guide topographique de la Rome antique.

## Biographie
Eva Margareta Steinby naît le 21 novembre 1938 à Vyborg.
Après avoir obtenu don diplôme de doctorat en 1976, elle associe son activité d'enseignement et de recherche à l'Institut finlandais de Rome, dont elle est la directrice de 1979-1982 puis de 1992-1994, avec ses recherches à l'Académie de Finlande et sa charge de professeur d'archéologie de l'Empire romain à l'université d'Oxford.
Ses travaux sur la topographie de Rome aboutissent à la publication, entre 1993 et 2000, des six volumes du Lexicon Topographicum Urbis Romae, dont elle dirige la publication ; cet ouvrage de référence est considéré comme le successeur du Topographical Dictionary of Ancient Rome de Thomas Ashby et Samuel Ball Platner.
Elle prend sa retraite en 2004 mais poursuit ses recherches à Rome.

## Publications
- (it) « I bolli laterizi degli antiquari del Foro e del Palatino », Atti della Accademia nazionale dei Lincei, vol. 17, nos 1-7,‎ 1974, p. 1-48.
- (it) « La cronologia delle figlinae doliari urbane dalla fine dell'età repubblicana fino all'inizio del III sec », Bullettino della Commissione archeologica comunale di Roma, vol. 84,‎ 1976, p. 1-131.
- (it) « La produzione laterizia », dans Fausto Zevi (dir.), Pompei 79: raccolta di studi per il decimonono centenario dell'eruzione vesuviana, Gaetano Macchiaroli, 1979, 299 p., p. 265-271.
- (it) « L'industria laterizia di Roma nel tardo impero », dans Andrea Giardina (dir.), Società romana e impero tardoantico, vol. 2 : Roma: Politica, Economia, Paesaggio Urbano, Editori Laterza, 1986, 509 p., p. 99–164.
- Lexicon Topographicum Urbis Romae (directrice de la publication), vol. I à VI, Rome, Edizioni Quasar, 1993-2000.
- (it) La Necropoli della Via Triumphalis. Il tratto sotto l'autoparco vaticano, Edizioni Quasar, 2003, 304 p. (ISBN 978-8-8714-0487-5).

## Distinctions et récompenses
- Chevalier de 1re classe dans l'Ordre de la Rose blanche (1991)[4].
- Fellow of All Souls College (2004)[5].